# Abbeverata
L'abbeverata non è soltanto il dissetamento degli animali domestici e selvatici, ma anche il luogo dove questo avviene abitualmente.

## Dissetamento
Tutti gli animali, sia domestici sia selvatici, necessitano di assumere una certa quantità minima di acqua per poter sopravvivere: se si considerano gli animali da allevamento si possono comunque notare delle differenze in termini di quantità di liquidi necessaria a seconda dello scopo per cui sono allevati. Per esempio un bovino da macello necessita in media di meno acqua rispetto a uno lattifero.

## Punti di abbeverata
La conservazione dei punti di abbeverata rientra negli interventi di miglioramento ambientale, tanto che alcune amministrazioni pubbliche forniscono contributi per il loro mantenimento.